# Die Familie: Eine Proklamation an die Welt

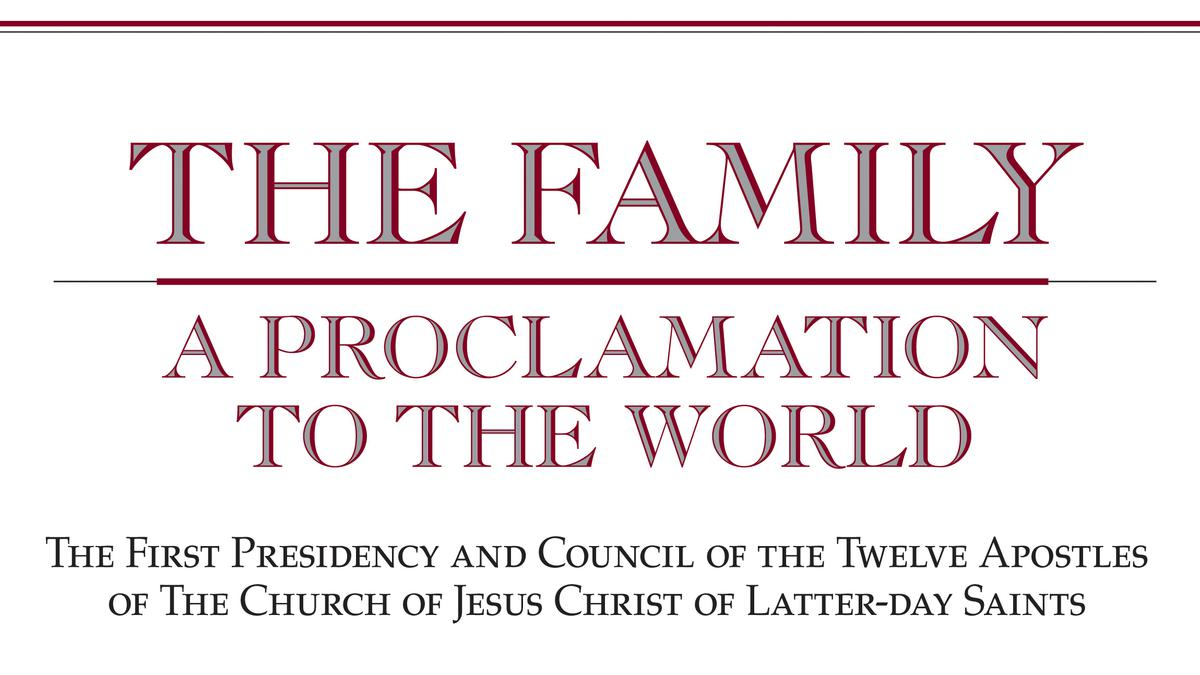
Anfang der englischen Version der Proklamation

Die Familie: Eine Proklamation an die Welt ist eine Erklärung der Kirche Jesu Christi der Heiligen der Letzten Tage aus dem Jahre 1995. Diese Erklärung definiert die Position der Kirche, deren Anhänger auch als Mormonen bezeichnet werden, zu Themen wie Familie, Ehe, Geschlechterrollen und menschlicher Sexualität. Als erstes bekanntgegeben vom damaligen Präsidenten der Kirche, Gordon B. Hinckley, wurde diese Erklärung besonders von Organisationen kritisiert, die die Rechte von Homosexuellen verteidigen.

## Geschichte
Hinckley las die Proklamation das erste Mal beim Treffen der Frauenhilfsvereinigung am 23. September 1995 vor und sagte, dass ihre Absicht sei, zu „warnen und vorzuwarnen“ bzw. die Standards und Lehren der Kirche erneut zu bekräftigen. Die Kirche hat die Erklärung in viele Sprachen übersetzt und verbreitet Kopien davon weltweit. 
Die Proklamation wurde diskutiert und auf sie wurde verwiesen in der Generalkonferenz der Kirche sowie bei vielen anderen Treffen der Kirche in der ganzen Welt. Zum Beispiel wurde die Proklamation beim weltweiten Führungstreffen 2008 diskutiert.

## Kritik
Eine Organisation namens Human Rights Campaign, die für die Rechte von Homosexuellen kämpft, kritisierte die Proklamation als hinderlich für die Integration von Homo- und Bisexuellen in die Kirche Jesu Christi der Heiligen der Letzten Tage. Jedoch sagte der verstorbene Präsident Gordon B. Hinckley, dass die Homosexuellen keine Diskriminierung von der Kirche befürchten müssen. Auch verlas die Kirche eine Erklärung zu der Kritik von Human Rights Campaign, um ihre Sorgen zu entkräften.

## Status
Die Kirche Jesu Christi der Heiligen der Letzten Tage hat die Proklamation als eine Wiederbestätigung von Standards charakterisiert, die sie „mehrmals in ihrer Geschichte wiederholt hat“. Sie ist besonders wichtig, obwohl sie nicht kanonisiert wurde, weil sie erst die fünfte Proklamation der Kirche ist. Die Proklamation war besonders autorisiert, da die Mitglieder der ersten Präsidentschaft sowie alle Mitglieder des Kollegiums der Zwölf Apostel sie unterschrieben haben. Die Prinzipien der Proklamation wurden von Mormonen während der Kampagne um Proposition 8 zitiert.